# 椎崎二郎
椎崎二郎（1911年9月30日—1945年8月15日）是第二次世界大战期间的一名大日本帝國陸軍中佐。他曾在陆军省军务局军务课的国内事务部门担任参谋。1945年8月15日凌晨，椎崎二郎参与了数名参谋官发动的政变，政變軍人在近卫第一师团的帮助下，攻占了皇居，将昭和天皇软禁，并试图销毁终战诏书的录音。8月15日早晨7时左右，东部军司令、陆军大将田中静壹抵达皇居，对政变者大谈他们对国家应尽的义务，要求他们切腹谢罪，只有这样才能消弭谋反带来的耻辱。当日早上，椎崎二郎和其他一些人在皇居内切腹自杀。最終天皇於當天宣布日本投降。